# Attilio Ravani
Attilio Ravani (Cremona, 31 maggio 1900 – Cremona, 8 gennaio 1962) è stato un calciatore italiano, di ruolo difensore.

## Carriera
Terzino, giocò per oltre un decennio con la Cremonese, con cui prese parte a dieci campionati di Divisione Nazionale ed al primo campionato di Serie A a girone unico della storia. Con i grigiorossi chiuse la carriera nel 1931-32 dopo aver disputato 173 partite e realizzato 4 reti. Era conosciuto anche come Ravani II per distinguerlo dal fratello Ottorino (Ravani I).
Militò anche per una stagione a Napoli nel Littorio Vomero.